# 中山停留場
中山停留場（日语：／ Nakayama teiryūjō */?），是位於高知縣吾川郡伊野町枝川，土佐電交通伊野線的電車站。

## 歷史
中山停留場在1908年（明治41年），伊野線咥內停留場至枝川停留場開通時啟用。在1943年（昭和18年）一度暫停營業，於6年後重開。
電車站在暫停營業前名為「中山通」。
- 1908年（明治41年）2月20日 - 土佐電氣鐵道電車站啟用[1][2]。
- 1943年（昭和18年）1月16日 - 電車站暫停營業[2]。
- 1949年（昭和24年）2月22日 - 電車站認可重開[2]。
- 2014年（平成26年）10月1日 - 土佐電氣鐵道、高知縣交通（日语：高知県交通）和土佐電Dream Service（日语：土佐電ドリームサービス）合併，土佐電交通成立[3]。成為土佐電交通的電車站。

## 電車站構造
電車站是建造在專用路軌上，設有2面1線的相對式月台（千鳥式）上。兩乘車處相隔一個路口，路軌西邊為播磨屋橋方向月台，東邊為伊野方向乘車處。伊野方面向乘車處位於道路上，劃上了白線劃分了乘車處。

## 電車站周邊
電車站位於新興住宅區內，並行的國道33號上設有商店。
- 宇治川
- 「中山」巴士站

## 相鄰電車站
土佐電交通
伊野線
八代通－（中山號誌站）－中山－枝川

## 注腳
1. 1 2 3 4  今尾惠介（監修）. . 11 中国四国. 新潮社. 2009: 60. ISBN 978-4-10-790029-6 （日语）.
2. 1 2 3 4 5  《土佐電鉄が走る街 今昔》99・156-158頁
3. ↑  上野宏人. . 毎日新聞 (毎日新聞社). 2014-10-02 （日语）.
4. 1 2  川島令三. . 【図説】 日本の鉄道. 第2巻 四国西部エリア. 講談社. 2013: 42・94頁. ISBN 978-4-06-295161-6 （日语）.
5. ↑  川島令三.  四国篇. 草思社（日语：草思社）. 2007: 289. ISBN 978-4-7942-1615-1 （日语）.
6. ↑  《土佐電鉄が走る街 今昔》48-49頁